# Żyżyca (stacja kolejowa)
Żyżyca (ros. Жижица) – stacja kolejowa w miejscowości Żyżyca, w rejonie kunjińskim, w obwodzie pskowskim, w Rosji. Położona jest na linii Moskwa - Siebież.

## Historia
Stacja powstała na początku XX w. na linii moskiewsko-windawskiej pomiędzy stacjami Staraja Toropa i Kuńja.